# قلب (فیلم ۱۹۸۷)
«قلب» (انگلیسی: Heart) یک فیلم به کارگردانی جیمز لمو است که در سال ۱۹۸۷ منتشر شد.